# Боће (Рашка)
Боће је насеље у Србији у општини Рашка у Рашком округу. Према попису из 2022. било је 16 становника.
Заузима јужне падине планине Жељин, од 700мнв до 1600мнв.
Састоји се од неколико заселака: Брезова Глава - Брезовци(нема сталних становника), Лазовићи(4 становника), Грковићи, Ђуровићи, Бисерчићи (2 становника) и Боће као центар села где се налазе и остаци цркве из средњег века, која је по предању старија од манастира Студеница.
На територији села Боће се налазе још 2 црквишта, а има и неколико локалитета која се зову старо село или селиште што доказује да је овде у прошлости било много више становника.
Целокупна територија села Боће се налази у зони Предела Изузетних Одлика "Жељин", где су заступљена сва три степена заштите.

## Демографија
У насељу Боће живи 70 пунолетних становника, а просечна старост становништва износи 56,9 година (53,7 код мушкараца и 62,5 код жена). У насељу има 28 домаћинстава, а просечан број чланова по домаћинству је 2,50.
Ово насеље је у потпуности насељено Србима (према попису из 2002. године).
|  |

| Демографија | Демографија | Демографија |
| Година      | Становника  | Становника  |
| ----------- | ----------- | ----------- |
| 1948.       | 343         |             |
| 1953.       | 394         |             |
| 1961.       | 436         |             |
| 1971.       | 404         |             |
| 1981.       | 303         |             |
| 1991.       | 154         | 154         |
| 2002.       | 70          | 70          |

| Етнички састав према попису из 2002.‍ | Етнички састав према попису из 2002.‍ | Етнички састав према попису из 2002.‍ | Етнички састав према попису из 2002.‍ | Етнички састав према попису из 2002.‍ |
| ------------------------------------ | ------------------------------------ | ------------------------------------ | ------------------------------------ | ------------------------------------ |
|                                      |                                      |                                      |                                      |                                      |
| Срби                                 | Срби                                 |                                      | 70                                   | 100,0%                               |
| непознато                            | непознато                            |                                      | 0                                    | 0,0%                                 |

| Година пописа     | 1948. | 1953. | 1961. | 1971. | 1981. | 1991. | 2002. |
| ----------------- | ----- | ----- | ----- | ----- | ----- | ----- | ----- |
| Број домаћинстава | 40    | 40    | 40    | 50    | 49    | 48    | 28    |

| Број чланова      | 1 | 2  | 3 | 4 | 5 | 6 | 7 | 8 | 9 | 10 и више | Просек |
| ----------------- | - | -- | - | - | - | - | - | - | - | --------- | ------ |
| Број домаћинстава | 5 | 13 | 4 | 3 | 3 | 0 | 0 | 0 | 0 | 0         | 2,50   |

| Пол    | Укупно | Неожењен/Неудата | Ожењен/Удата | Удовац/Удовица | Разведен/Разведена | Непознато |
| ------ | ------ | ---------------- | ------------ | -------------- | ------------------ | --------- |
| Мушки  | 44     | 18               | 18           | 8              | 0                  | 0         |
| Женски | 26     | 4                | 18           | 4              | 0                  | 0         |
| УКУПНО | 70     | 22               | 36           | 12             | 0                  | 0         |

| Пол    | Укупно                    | Пољопривреда, лов и шумарство | Рибарство                            | Вађење руде и камена | Прерађивачка индустрија       |
| ------ | ------------------------- | ----------------------------- | ------------------------------------ | -------------------- | ----------------------------- |
| Мушки  | 25                        | 18                            | 0                                    | 1                    | 2                             |
| Женски | 15                        | 15                            | 0                                    | 0                    | 0                             |
| УКУПНО | 40                        | 33                            | 0                                    | 1                    | 2                             |
| Пол    | Производња и снабдевање   | Грађевинарство                | Трговина                             | Хотели и ресторани   | Саобраћај, складиштење и везе |
| Мушки  | 0                         | 1                             | 0                                    | 0                    | 0                             |
| Женски | 0                         | 0                             | 0                                    | 0                    | 0                             |
| УКУПНО | 0                         | 1                             | 0                                    | 0                    | 0                             |
| Пол    | Финансијско посредовање   | Некретнине                    | Државна управа и одбрана             | Образовање           | Здравствени и социјални рад   |
| Мушки  | 0                         | 0                             | 0                                    | 2                    | 0                             |
| Женски | 0                         | 0                             | 0                                    | 0                    | 0                             |
| УКУПНО | 0                         | 0                             | 0                                    | 2                    | 0                             |
| Пол    | Остале услужне активности | Приватна домаћинства          | Екстериторијалне организације и тела | Непознато            | Непознато                     |
| Мушки  | 1                         | 0                             | 0                                    | 0                    | 0                             |
| Женски | 0                         | 0                             | 0                                    | 0                    | 0                             |
| УКУПНО | 1                         | 0                             | 0                                    | 0                    | 0                             |